# Osvaldo Ferrari
Osvaldo Emilio Ferrari (Genova, 30 settembre 1942) è un ex lottatore italiano.

## Biografia
Nato a Genova nel 1942, gareggiava nella lotta libera, nelle classi di peso dei 70 kg (pesi leggeri) o 78 (pesi welter).
Pluricampione italiano dal 1958  nel 1962 ha vinto il bronzo nei 70 kg ai Mondiali di Toledo, dove ha chiuso sul podio dietro al bulgaro Enju Vălčev e al sovietico Robert Dzhganadze.
A 26 anni ha partecipato ai Giochi olimpici di Città del Messico 1968, nei pesi welter, perdendo sia il 1º che il 2º turno, rispettivamente contro il sudcoreano Seo Yong-seok e il turco Mahmut Atalay, poi oro.

## Palmarès
- Mondiali

Toledo 1962: bronzo nei 70 kg.
- Giochi del Mediterraneo

Tunisi 1967: argento nei 74 kg;